# Perkowova reakce
Perkowova reakce je organická reakce trialkylfosfitů s halogenketony za vzniku dialkylvinylfosfátů a halogenalkanů.
V Michaelisově–Arbuzovově reakci se ze stejných reaktantů tvoří beta-ketofosfonáty, které se využívají v Hornerově–Wadsworthově–Emmonsově reakci na přípravu alkenů. Perkowova reakce je tak považována za vedlejší reakci.

## Mechanismus
Na začátku Perkowovy reakce je nukleofilní adice fosfitu na karbonylový uhlík za tvorby zwitteriontového meziproduktu. Následuje přesmyk tohoto meziproduktu na kation za odštěpení halogenidu. Kation se poté dealkyluje další nukleofilní reakcí, při které halogenidový anion reaguje s jednou z alkoxidových skupin fosfitu za tvorby enolfosfátu

## Využití
Perkowova reakce byla použita při syntéze repelentu skládajícího se z hexachloracetonu a triethylfosfitu, u kterého došlo za přítomnosti 2,2,2-trifluorethoxidu sodného, použitého jako zásada, k [4+3] cykloadici na furan.
Perkowova reakce byla také součástí přípravy některých nových chinolinů. Když byl na reaktantu n-butylový substituent. tak vznikal obvyklý Perkowův produkt. Odcházející skupinou zde byl aryl s nízkou elektronovou hustotou (způsobenou třemi fluoridovými substituenty). Když však byla jako substituent použita fenylová skupina, tak enol reagoval převážně s acylovou skupinou a vznikal enolether. Odlišná reaktivita byla způsobena rozdílnými elektronovými hustotami na α-ketouhlíku.
Arylenolfosfáty získané Perkowovou reakcí lze použít jako fosforylační činidla, například k přeměně adenosinmonofosfátu (AMP) na adenosintrifosfát (ATP).